# Chișcăreni (Botoșani)
Chișcăreni es una localidad rumana del oraș de Săveni, en el condado de Botoșani.

## Historia
Hacia comienzos del siglo XX la localidad, que ya por entonces pertenecía al condado de Botoșani, formaba parte de la comuna de Știubieni y tenía contabilizada una población de 370 habitantes.
En la segunda mitad del siglo XX la localidad había pasado a formar parte del oraș de Săveni. En el censo de 2021 la localidad tenía una población de 428 habitantes.